# Reunión inicial
La reunión inicial, primera reunión o reunión de lanzamiento (kickoff meeting en inglés), en el entorno empresarial, es el encuentro inicial entre el jefe de un proyecto y el cliente para el que se trabaja. El término reunión inicial también se usa en otros ámbitos y no solo en el empresarial, como por ejemplo en la primera reunión de un profesor con los padres de los alumnos de su clase, un entrenador con su nuevo equipo, etc. El objetivo último es que todos los implicados en un mismo asunto se conozcan para empezar el trabajo en serio y conseguir los objetivos del proyecto.

## En el entorno empresarial
En la reunión inicial en el entorno de un nuevo proyecto se establecen sus elementos base y se realizan otras actividades relacionadas con su planificación. En ella se presentan al cliente a los miembros del equipo del proyecto y le da la oportunidad de conocer el papel que desempeñan. Otros elementos base del proyecto pueden ser discutidos en esta reunión, como los plazos que se van a tener, o cómo se va a informar de su estado, entre otros.
Si hay nuevos miembros en el equipo, el proceso a seguir es explicado para mantener unos altos estándares de calidad de la organización. Los cabezas del proyecto clarifican cualquier punto confuso o ambiguo de los procesos de su implementación.
En la reunión inicial se deberían discutir los aspectos legales del proyecto. Poniendo un ejemplo, el equipo de diseño habla con el equipo de pruebas para que el coche sea probado en las carreteras de una ciudad. Si las partes interesadas no mencionan los permisos legales durante la primera reunión, el proceso de pruebas puede verse modificado posteriormente para cumplir con las leyes de tráfico locales, lo que puede provocar retrasos no planificados en la implementación del proyecto. Por lo tanto, es recomendable charlar de los aspectos legales durante la primera reunión y hacerles un seguimiento por separado, en lugar de proseguir basándose en suposiciones y después verse forzado a replanificar las pruebas debido a problemas legales.
La primera reunión generará entusiasmo en el cliente y le muestra el estado completo del proyecto hasta la fecha. Al demostrarle un conocimiento del objetivo que tiene el proyecto y los pasos para alcanzarlo, se refuerza la confianza en la capacidad del equipo de hacer el trabajo. Con esta reunión el trabajo real da comienzo.